# Leonidas Pacheco Cabezas
Leonidas Pacheco Cabezas (Cartago, 10 de enero de 1866 - San José, 7 de febrero de 1934) fue un político y abogado costarricense que sirvió como Canciller de ese país. Reconocido como benemérito de la Patria, fue presidente del Congreso Constitucional y de la Asamblea Constituyente de 1917.

## Reseña biográfica
Nació en Cartago, el 10 de enero de 1866, hijo de Jesús Pacheco y Josefa Cabezas, realizó sus primeros estudios en el Colegio San Luis Gonzaga de Cartago. Posteriormente estudió en la Universidad de Santo Tomás, de donde se licenció de leyes en 1891. 
En 1894 fue elegido por primera vez diputado al Congreso Constitucional, ocupando el cargo hasta 1896, y en una segunda ocasión entre 1914 y 1917. Así mismo, ocupó el cargo de Juez del Crimen de San José, Oficial Mayor de la Secretaría de Relaciones Exteriores, secretario de la legación de Costa Rica en Europa, magistrado de la Sala de Casación, catedrático de la Escuela de Derecho de Costa Rica, enviado extraordinario y ministro plenipotenciario en Guatemala, El Salvador, Nicaragua y Honduras y Presidente del Colegio de Abogados.
Fue secretario de Estado por primera vez durante el gobierno de Ascensión Esquivel Ibarra, donde ocupó la cartera de Relaciones Exteriores, y luego durante los gobiernos de Cleto González Víquez y de Ricardo Jiménez Oreamuno. Siendo Canciller se esforzó por delimitar las fronteras Norte de Costa Rica, firmando el tratado Pacheco-Matur con Nicaragua.
Posteriormente fue Encargado de Negocios y Cónsul de Costa Rica en Bélgica (1907-1910), Presidente del Congreso Constitucional (1914-1916), Presidente de la Asamblea Constituyente de 1917 y Senador (1917-1919).

## Fallecimiento
Falleció en San José, el 7 de febrero de 1934 a los 68 años de edad.

## Reconocimientos
El 4 de octubre de 1963 la Asamblea Legislativa de la República de Costa Rica le declara benemérito de la Patria.